# Hachereau

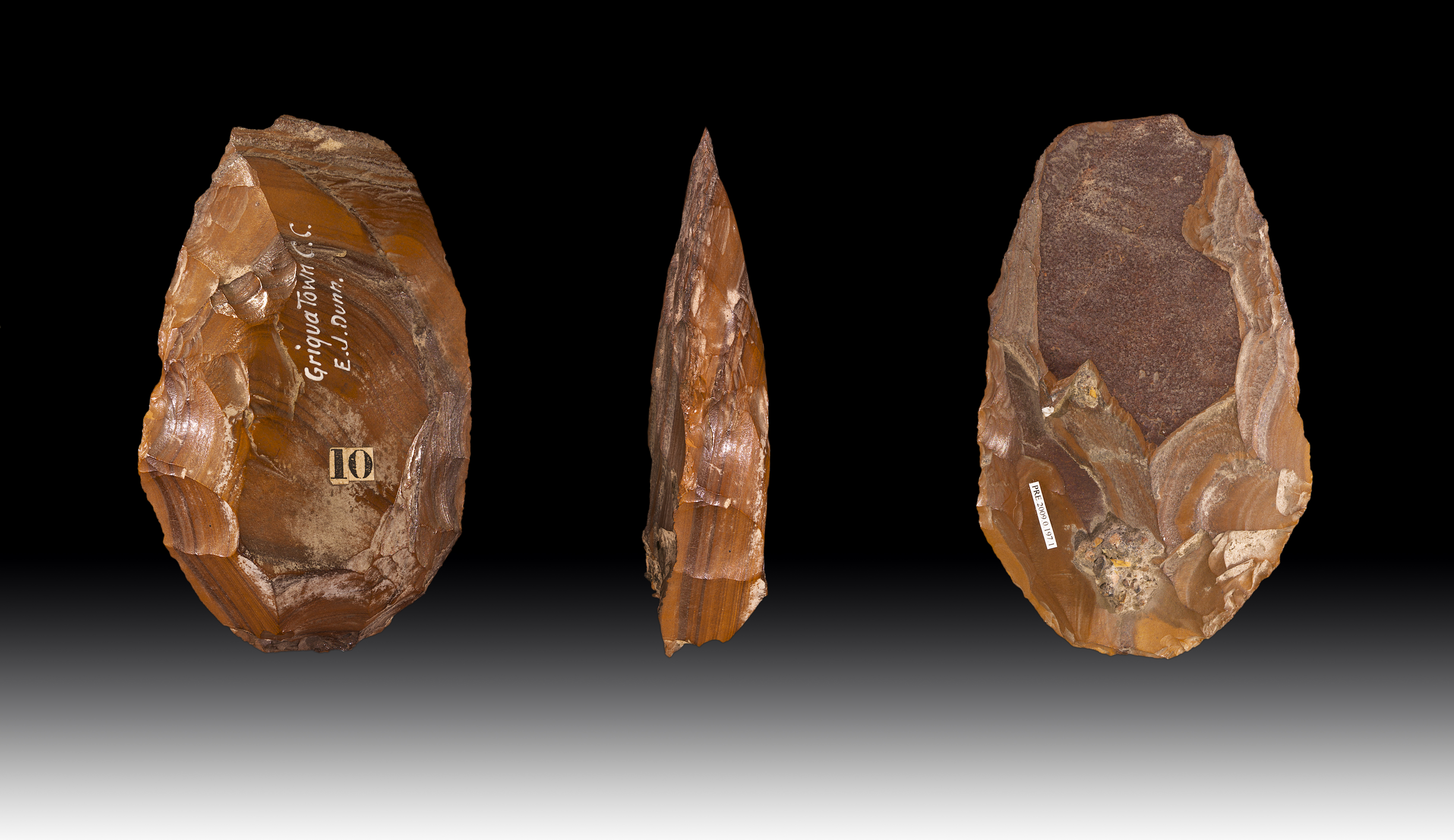
Hachereau - Paléolithique inférieur - Afrique du Sud - Muséum de Toulouse

Un hachereau est un outil de pierre taillée caractéristique des périodes anciennes de la Préhistoire, en particulier de l'Acheuléen. 

## Historique
Le mot « hachereau » est dérivé de « hache » par adjonction du double suffixe -er-el (-el étant diminutif). Il désignait à l'origine des outils métalliques de différents corps de métier, dont les tonneliers. Henri Breuil est le premier à l'avoir utilisé pour désigner un outil préhistorique en 1924.

## Définition et caractéristiques
Le hachereau est un outil réalisé sur un grand éclat qui comporte toujours un tranchant transversal non retouché. Ses bords et sa base sont modifiés, parfois façonnés comme ceux d’un biface mais son tranchant est toujours brut. Ce tranchant peut correspondre à une surface naturelle de galet dans les formes de hachereaux les plus simples. Il est généralement formé par l'intersection de la face inférieure de l'éclat support avec un ou plusieurs négatifs d'enlèvements antérieurs : en ce sens, le tranchant des hachereaux est le plus souvent prédéterminé par une préparation particulière du nucléus duquel il est extrait.
La plupart des hachereaux sont massifs, atteignant couramment 20 à 30 cm de longueur. Certaines pièces exceptionnelles atteignent 3 à 4 kg,. À l'inverse, dans certaines séries africaines, il existe de petits hachereaux de moins de 10 cm de long,.
Les matériaux employés sont très variés : roches volcaniques (rhyolite, basalte, obsidienne), quartzite, grès, calcaire mais aussi silex bien qu'assez rarement. La rareté de l'emploi du silex pour ce type d'outil a suscité de nombreuses interprétations, notamment en relation avec sa fonction. Elle semble plus simplement correspondre à la rareté de l'emploi de cette matière à l'échelle du globe, et surtout hors des régions classiques où se sont déroulées les premières recherches préhistoriques, comme le Sud-Ouest de la France.
Faute d'analyses tracéologiques, la fonction des hachereaux n'est pas connue avec précision. Il est probable que certains hachereaux aient été emmanchés. On peut tout de même en déterminer quelques emplois, comme la taille des bois pour la construction des bâtiments préhistoriques, la chasse, ou pour s'armer contre les prédateurs.

## Le hachereau au cours du temps
Le hachereau est particulièrement courant à l’Acheuléen, que ce soit en Afrique, en Asie et en Europe du Sud. Il est présent dans la séquence d'Olduvai à partir de l'Acheuléen ancien, daté d'environ 1,6 million d'années (site EF-HR).
Au cours du Pléistocène moyen, les hachereaux sont connus dans toute l'Afrique (Isenya,, Olorgesailie, Isimila, La Kamoa, etc.) et dans une partie importante de l'Eurasie : Espagne,, Sud de la France, Proche-Orient,, sous-continent indien. Certains sites en comptent plusieurs centaines d'exemplaires.
Au Pléistocène supérieur, les hachereaux se font beaucoup plus rares. Quelques-uns sont connus au Paléolithique moyen, dans le Moustérien de la région franco-cantabrique que François Bordes a défini comme un faciès nommé Vasconien,. Ils sont présents notamment côté français à la grotte d'Isturitz, à l'abri Olha, à la grotte du Noisetier et côté espagnol au Castillo ou à la grotte Morin.

## Implications et interprétations
Le hachereau est un outil très particulier qui implique des savoir-faire et des connaissances spécifiques. Il est peu probable qu'il ait été inventé de nombreuses fois dans des endroits différents, comme c'est peut-être le cas pour les bifaces. La répartition des hachereaux traduit donc sans doute des mouvements de population. Du fait de son absence en Europe de l'Est, il est tentant de penser qu'il est arrivé en Europe du Sud lors d'une migration de populations à travers le détroit de Gibraltar. Celle-ci pourrait correspondre aux débuts de l'Acheuléen en Europe, il y a environ 600 000 ans.
En outre, la réalisation de hachereaux implique un choix parmi une gamme de possibilité : d'autres outils étaient plus simples à produire. La fabrication d'un hachereau ne peut s'expliquer par aucune contrainte environnementale (matériaux variés, présence dans des milieux très différents, sur plusieurs continents). Il s'agit donc d'un choix qui relève de la tradition culturelle.